# Nichole Galicia

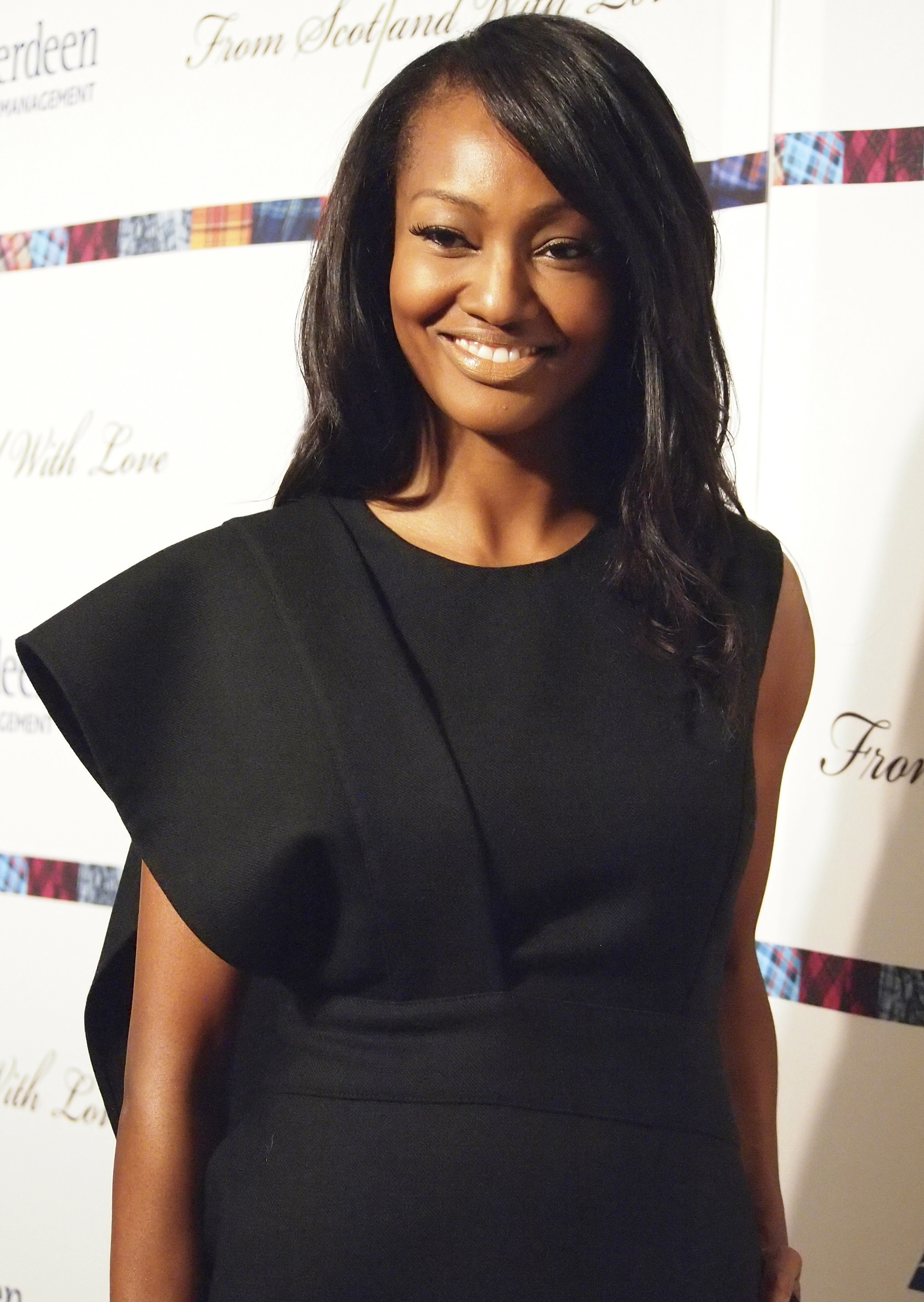
Nichole Galicia (2013)

Nichole Mercedes Galicia (* 27. März 1975 in Panama-Stadt) ist eine US-amerikanische Schauspielerin und Model panamaischer Abstammung, die vor allem durch die Rolle der Sheba aus Quentin Tarantinos Django Unchained Bekanntheit erlangte.

## Leben und Karriere
Nichole Galicia wurde in Panama-Stadt geboren und wuchs später in New York City auf. Nach dem Einstieg ins Modelgeschäft wurde sie unter anderem für Kampagnen der Marken PepsiCo, sowie für Magazine wie The Gap, Elle und die Vogue gebucht. Ihr Einstieg ins Schauspielgeschäft erfolgte im Jahr 1996, nachdem sie eine kleine Rolle im Fernsehfilm Psychic Detectives übernahm. Schon bald folgten weitere Nebenrollen in Filmen, etwa in An jedem verdammten Sonntag, Hart am Limit oder Dirty. Zwischen 2004 und 2006 war Galicia, damals unter dem Namen Robinson, wiederkehrend als Pepper in der Serie Huff – Reif für die Couch zu sehen.
2012 wurde sie von Regisseur Quentin Tarantino in seinem Western Django Unchained in der Rolle der Sheba besetzt. Der Film war sowohl finanziell als auch bei den Kritikern erfolgreich und stellte Galicia einem größeren Publikum vor. 2014 übernahm sie die Rolle der Juliet in Wish I Was Here. 2015 übernahm sie als Kindzi eine Hauptrolle in der dritten Staffel der Serie Defiance. Seit 2021 ist Nichole Galicia in der Paramount-Serie Mayor of Kingstown als Rebecca zu sehen.
Zu Beginn ihrer Karriere wurde Galicia regelmäßig unter dem Namen Nichole Robinson gelistet. Im Jahr 2009 änderte sie ihn in Nichole Galicia. Sie ist eine begeisterte Kunstsammlerin.

## Filmografie (Auswahl)
- 1996: Psychic Detectives (Fernsehfilm)
- 1999: An jedem verdammten Sonntag (Any Given Sunday)
- 2003: Love Don’t Cost a Thing
- 2004: Hart am Limit (Torque)
- 2004–2006: Huff – Reif für die Couch (Huff, Fernsehserie, 8 Episoden)
- 2005: The Marriage Counselor (Kurzfilm)
- 2005: Dirty
- 2009: CSI: NY (Fernsehserie, Episode 5x12)
- 2012: Django Unchained
- 2014: Wish I Was Here
- 2015: Supermodel
- 2015: Defiance (Fernsehserie, 11 Episoden)
- 2017: Romance at Reindeer Lodge (Fernsehfilm)
- 2021: Mayor of Kingstown (Fernsehserie, 20 Folgen)
- 2021: 1883 (Fernsehserie, 1 Folge)
- 2021–2022: Yellowstone (Fernsehserie, 2 Folgen)